# 佐藤幹夫 (数学者)
佐藤 幹夫（さとう みきお、男性、1928年4月18日 - 2023年1月9日）は、日本の数学者。佐藤超函数、概均質ベクトル空間、D加群の創始者。京都大学数理解析研究所名誉教授。学位は博士（理学）（東京大学・1963年）。

## 略歴
東京都出身。東京大学理学部数学科で彌永昌吉に師事した後、一時期高校教師を務めるなど異色の経歴を持つ。ノーベル物理学賞受賞の物理学者朝永振一郎に学んだこともある。大阪大学教授を経て京都大学数理解析研究所所長。弟子には柏原正樹、河合隆裕、三輪哲二、神保道夫らがいる。1992年退官。
2023年1月9日、老衰のため京都市の自宅で死去。94歳没。

## 生涯
- 1963年 - 東京大学より理学博士の学位を取得：学位論文「Theory of hyperfunctions（超函数の理論）」[6]。
- 1969年 - 朝日賞
- 1970年 - ICM 招待講演（ニース[7]）
- 1976年 - 日本学士院日本学士院賞：超函数の理論とその応用
- 1983年 - ICM 全体講演（ワルシャワ[8]）
- 1984年 - 文化功労者
- 1987年 - 藤原賞
- 1993年 - 米国科学アカデミー外国人会員
- 1997年 - スウェーデン王立アカデミーショック賞：超函数の理論の創始に対して
- 2002-03年 - ウルフ財団ウルフ賞数学部門：代数解析学の創始、「超函数と超局所函数の理論、ホロノミック量子場理論、ソリトン方程式の統一理論を含む代数解析学の創造 (creation)」[9]に対して

## 講義録
- 佐藤幹夫、野海正俊「ソリトン方程式と普遍グラスマン多様体」『上智大学数学講究録』第18号、上智大学数学教室、1984年6月、1-131頁、CRID 1050564289223061248。
- 佐藤幹夫, 梅田亨『佐藤幹夫講義録 : 1984年度・1985年度1学期』数理解析レクチャー・ノート刊行会〈数理解析レクチャー・ノート〉、1989年。hdl:2433/215756。CRID 1130000794183846400。

## 関連文献
- 『Weil予想とRamanujan予想』「数学の歩み」1963年
- 『佐藤幹夫述，新谷卓郎 記，概均質ベクトル空間の理論』「数学の歩み」15-1（佐藤幹夫特集号、1970年刊）
- 『佐藤幹夫の数学』木村達雄編、日本評論社、2007年
- 『オイラーの数学－代数解析の立場から』（数学セミナー 1983年11月号、 日本評論社）
- 『代数解析学と私』（数理科学講究録810、代数解析学と整数論、1992年）
- 『現代数学の広がり2 岩波講座 現代数学の基礎 34』（岩波書店、1997年）
- 『数学のたのしみ no.13 佐藤幹夫の数学』（日本評論社、1999年）
- 『佐藤幹夫の数学』木村達雄（編）（日本評論社、2007年）